# Pyrisitia messalina
Pyrisitia messalina is een vlindersoort uit de familie van de Pieridae (witjes), onderfamilie Coliadinae.
Pyrisitia messalina werd in 1787 beschreven door Fabricius.